# Назарук Микола Миколайович
Микола Миколайович Назарук (10 червня 1953, Древині — 31 липня 2023, Львів) — український вчений-географ, автор підручників і посібників з екології.

## Біографія
Народився 10 червня 1953 року в с. Древині Іваничівського району Волинської області в селянській родині.
Працював робітником на Іваничівському цукровому заводі.
Після закінчення підготовчого відділення у 1972 році був зарахований студентом першого курсу географічного факультету Львівського державного університету імені Івана Франка, який закінчив у 1977 році і був скерований вчителем географії Павлівської середньої школи Іваничівського району Волинської області.
У 1977—1990 роках на комсомольській роботі у Волинській і Львівській областях.
1990 року у Львівському державному університеті імені Івана Франка захистив дисертаційну роботу «Философско-методологические основы экологического воспитания в современных условиях» на здобуття наукового ступеня кандидата філософських наук.
1990—1996 роки — доцент кафедри екології та ландшафтної архітектури Львівського лісотехнічного інституту (нині Національний лісотехнічний університет України).
1994 року Міністерство освіти і науки України присвоїло М. М. Назаруку вчене звання доцента кафедри екології та ландшафтної архітектури.
Працює у Львівському національному університеті імені Івана Франка на кафедрі раціонального використання природних ресурсів та охорони природи: доцентом (1996—2010), а потім професором (з 2010 по теперішній час).
З 2000 до 2004 роки — заступник декана географічного факультету Львівського національного університету імені Івана Франка з виховної роботи.
2010 року у Львівському національному університеті імені Івана Франка захистив дисертаційну роботу «Конструктивно-географічні основи розвитку і функціонування соціально-екологічних систем великого міста» на здобуття наукового ступеня доктора географічних наук.
2012 року Вища атестаційна комісія присвоїла М. М. Назаруку вчене звання професора кафедри раціонального використання природних ресурсів і охорони природи.
У 2017 році обрано Академіком Національної академії наук вищої освіти України.
Помер 30 липня 2023 року у Львові.

## Громадська діяльність
Член спеціалізованих вчених рад Д.35.051.08 (м. Львів), Д.26.000.07 (м. Київ) і К 32.051.08 Східноєвропейського національного університету імені Лесі Українки (м. Луцьк) із захисту дисертаційних робіт, був членом: навчально-методичної комісії з екології при МОН України, науково-технічної ради Львівського національного університету імені Івана Франка, вченої ради географічного факультету університету. Член Наукового товариства імені Шевченка

## Публікації
Автор та співавтор понад 150 наукових та навчально-методичних праць, серед яких 
монографії:
- Львівська область: природні умови та ресурси (2018)
- Львів і природа навколо нас (2016)
- Львів у ХХ столітті. Соціально-екологічний аналіз (2008);
- Львів на початку ХХІ століття (Львів: Видавництво Старого Лева, 2015); 
підручник:
- Промислова екологія (2006, у співавторстві з В. М. Сторожуком і В. А. Батлук); 
навчальні посібники:
- Основи соціоекології (1995, у співавторстві);
- Основи екології та соціоекології (перевидавався протягом 1997—2000 рр.);
- Соціальна екологія: Взаємодія людського суспільства і природи (2013); 
довідники:
- Соціоекологія (1998);
- Екологічний менеджмент: Запитання та відповіді (2004, у співавторстві з І. Б. Койновою)

## Нагороди
Нагороджений грамотами Міністерства освіти і науки України, Львівської обласної ради та Львівського національного університету імені Івана Франка.
У 2018 році нагороджений медаллю «За успіхи в науково-педагогічній діяльності»